# 莫羅基涅
48°56′33″N 36°38′0″E / 48.94250°N 36.63333°E
莫羅基內（烏克蘭語：Морокине）是位於烏克蘭東部的村莊，由哈爾科夫州洛佐瓦區的布利茲紐基市鎮負責管轄。該村始建於1825年，面積0.32平方公里，海拔高度176米，2001年人口111，人口密度每平方公里346.9人。